# Efecte Primakoff

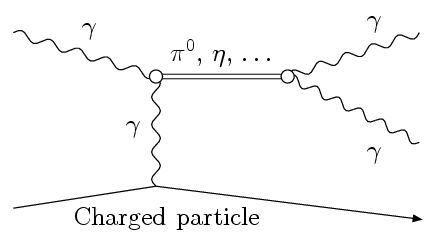
diagrama que representa l'efecte Primakoff.

L'efecte Primakoff (deu el seu nom a Henry Primakoff) és la producció resonant de mesons pseudoescalars neutres per fotons altament energètics interactuant amb un nucli atòmic. Es podria explicar com el procés contrari a la desintegració del mesó en dos fotons.
L'efecte Primakoff s'utilitza per mesurar l'amplitud de la desintegració dels mesons neutres. També es pot produir als estels, i ser un mecanisme de producció de partícules hipotètiques com l'axió.
Aquest efecte fou predit per conduir les propietat òptiques del buit quàntic en presència de camps magnètics forts.